# 横瀝駅
横瀝駅（おうれきえき、中文表記: 横沥站）は、中華人民共和国広東省広州市南沙区鳳凰大道に位置する広州地下鉄18号線の駅。駅番号は18/02。隣の番禺広場駅とは25.8km離れており、これは広州地下鉄で最も長い駅間である。

## 歴史
- 2017年4月27日：着工[1]。
- 2021年9月28日：開業[2]。

## 駅構造
島式ホーム1面2線を有する地下駅。

### のりば
| 番線 | 路線     | 行先       |
| ---- | -------- | ---------- |
| 1    | ■ 18号線 | 冼村方面   |
| 2    | ■ 18号線 | 万頃沙方面 |

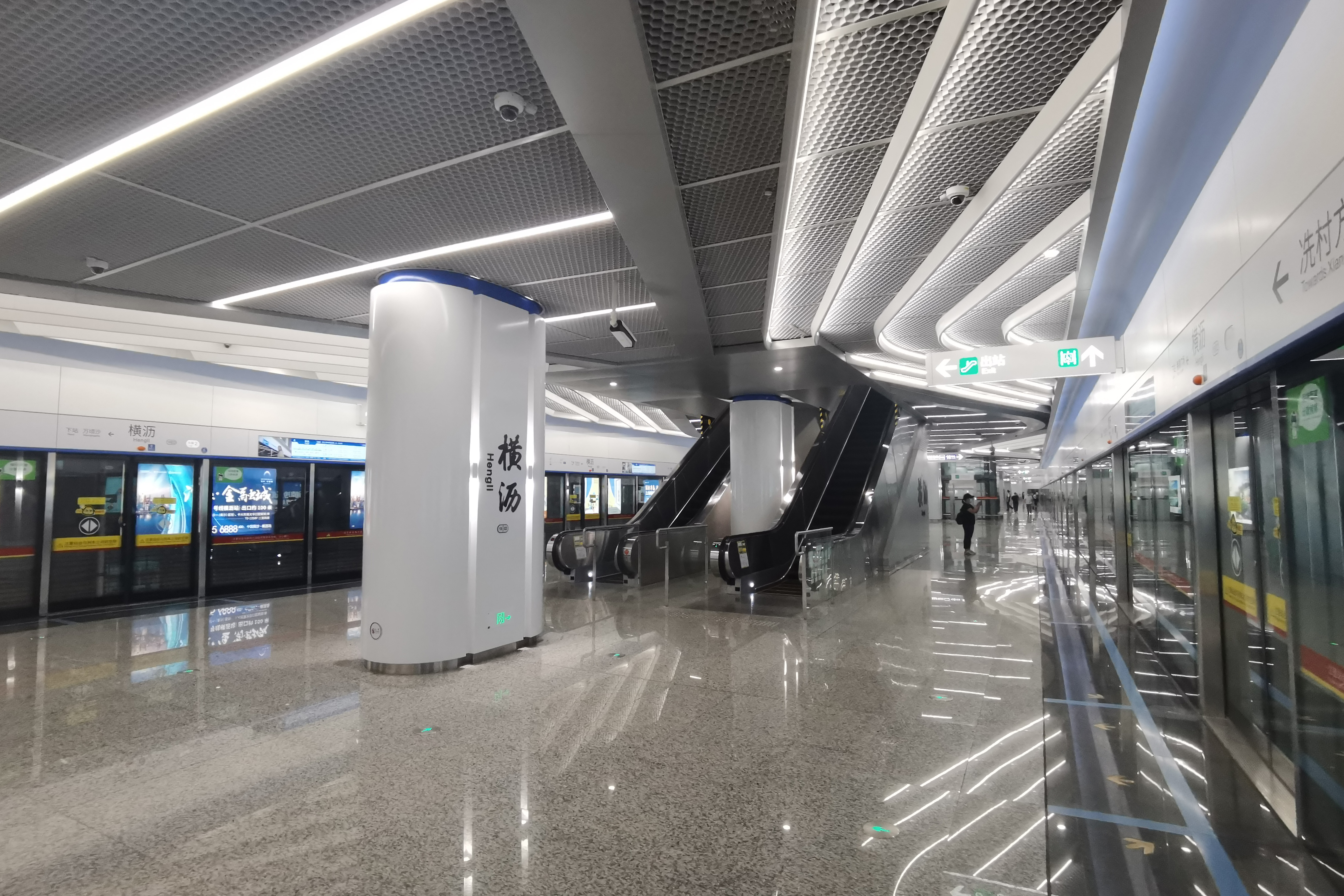
ホーム（2021年9月）
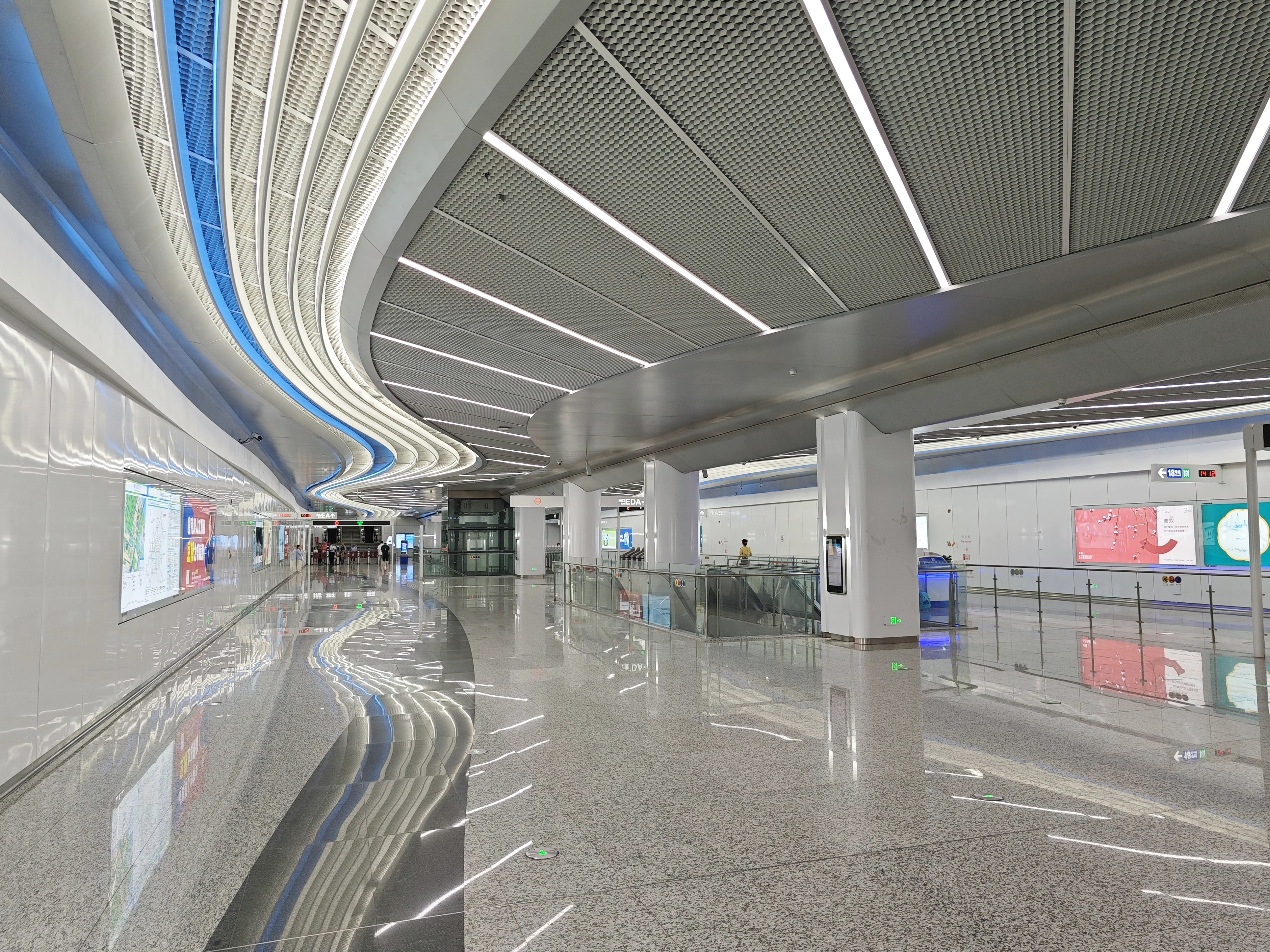
コンコース（2024年7月）

## 駅周辺
当駅は南沙新区の新開発区域に位置しており、駅周辺は依然として広大な工事現場と更地が広がっている。

## 隣の駅
広州地下鉄
■ 18号線
快速・一般
万頃沙駅 1801 - 横瀝駅 1802 - 番禺広場駅 1803